# Bussy-Chardonney
Pronunciação
Bussy-Chardonney é uma comuna suíça no cantão de Vaud, localizado no distrito de Morges.